# Principado de Anhalt-Zerbst
Anhalt-Zerbst (del alemán: Fürstentum Anhalt-Zerbst) fue un principado alemán parte del Sacro Imperio Romano Germánico. Creado por primera vez en 1252 tras la partición del principado de Anhalt; la capital se situada en Zerbst. Anhalt-Zerbst dejó de existir en 1396 cuando se dividió para crear los principados de Anhalt-Dessau y Anhalt-Köthen.
Se vuelve a crear en 1544 cuando Anhalt-Dessau se dividió, con varias incorporaciones de los territorios de Anhalt-Plötzkau en 1553, Anhalt-Dessau en 1561 y Anhalt-Köthen en 1562, lo cual permitió al príncipe Ernesto Joaquín, hijo de Juan V, unir todas las tierras de Anhalt bajo su mando en 1570. 
En 1603 se dividió de nuevo, y muchos territorios pasaron a Anhalt-Dessau, Anhalt-Bernburg, Anhalt-Plötzkau y Anhalt-Köthen. Anhalt-Zerbst de nuevo pierde territorios en 1667 con la creación de Anhalt-Mühlingen y Anhalt-Dornburg, que se reincorporaron en 1714 y 1742 respectivamente.
El príncipe Federico Augusto murió en 1793 sin herederos varones, sucediéndole por vía femenina Sofía Augusta Federica (la emperatriz rusa Catalina II la Grande) desde 1793 hasta 1796, cuando el Principado de Anhalt-Zerbst dejó de existir, siendo su territorio dividido finalmente entre los principados de Anhalt-Dessau, Anhalt-Bernburg y Anhalt-Köthen.
El nombre de Anhalt-Zerbst sobrevivió hasta el 1 de julio de 2007 como distrito de Anhalt-Zerbst, que abarcaba esencialmente el territorio del antiguo principado (con la excepción de la localidad de Jever).

## Religión y sociedad

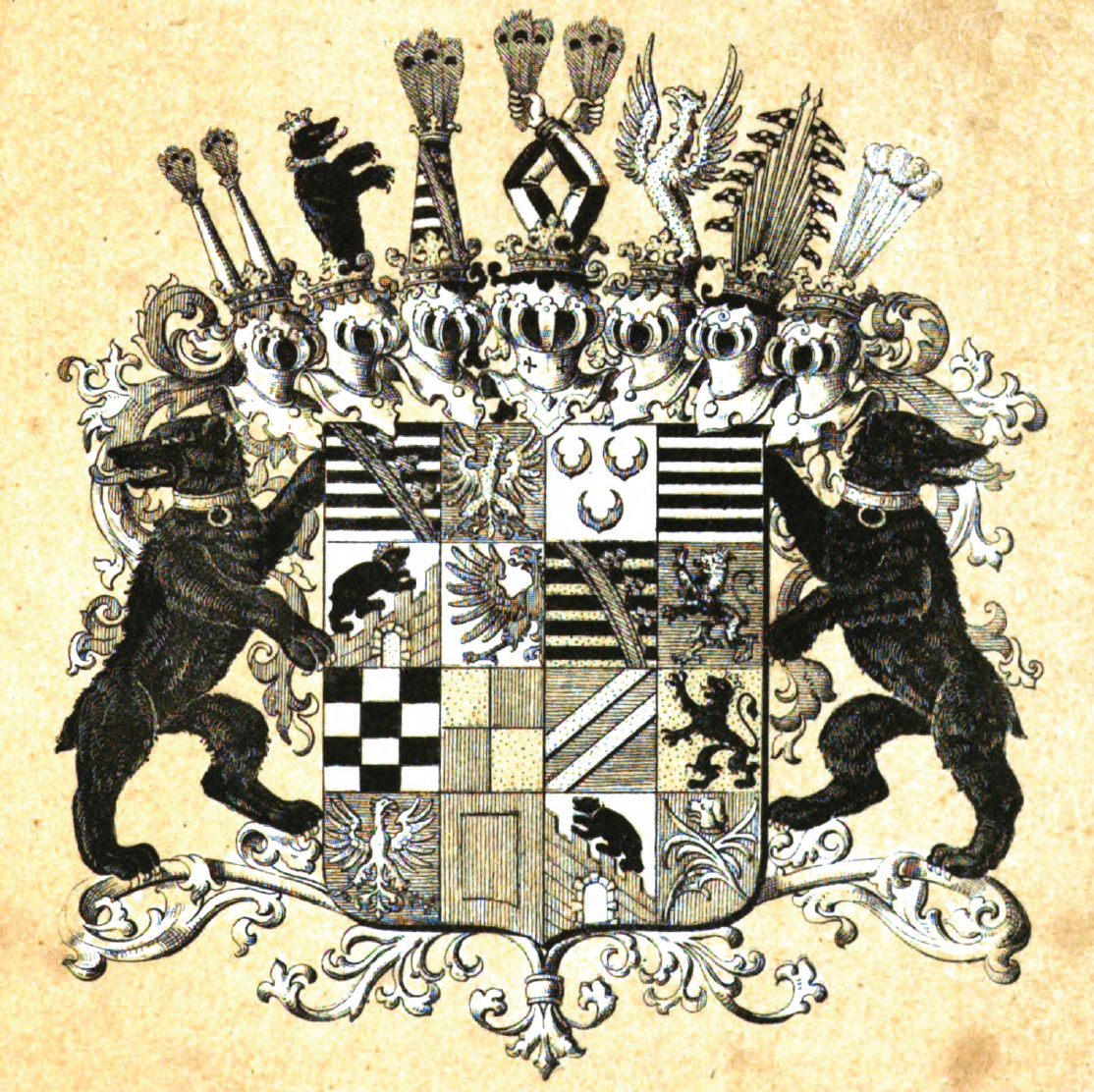
Escudo de armas.

El oso y la corona, símbolos heráldicos de los principados de Anhalt.

En 1606 todas las partes del país (Anhalt) se adhirieron a la confesión reformada (calvinista), aunque en 1644 Anhalt-Zerbst volvió a la fe luterana. La presencia de dos denominaciones protestantes claramente diferenciadas no tuvo consecuencias importantes.

## Primera creación

### Príncipes de Anhalt-Zerbst 1252-1396
- Sigfrido I, 1252-1298
- Alberto I, 1298-1316
- Alberto II, 1316-1362
- Alberto III, 1359 (corregente)
- Valdemar I, 1316-1368 (corregente)
- Juan II, 1362-1382
- Valdemar II, 1368-1371 (corregente)
- Valdemar III, 1382-1391 (corregente)
- Segismundo I, Príncipe de Anhalt-Dessau 1382-1396 (corregente)
- Alberto IV, Príncipe de Anhalt-Köthen 1382-1396 (corregente)

Dividido entre Anhalt-Dessau y Anhalt-Köthen en 1396.

## Segunda creación

### Príncipes de Anhalt-Zerbst 1544-1796
- Juan V, 1544-1551
- Carlos I, 1551-1561
- Bernardo VII, 1551-1570 (corregente)
- Joaquín Ernesto, Príncipe de Anhalt 1551-1586 (corregente, más tarde el único gobernante, unificó todos los territorios de Anhalt; finalmente, sus hijos dividen Anhalt).
- Rodolfo, 1603-1621 
  - Augusto, Príncipe de Anhalt-Plötzkau regente 1621-1642
- Juan VI, 1621-1667
  - Sofía Augusta de Schleswig-Holstein-Gottorp regente 1667-1674
- Carlos Guillermo, 1667-1718
- Juan Augusto, 1718-1742
- Juan Luis II, 1742-1746
- Cristian Augusto, 1742-1747 (corregente)
  - Juana Isabel de Holstein-Gottorp regente 1747-1752
- Federico Augusto, 1747-1793
- Sofía Augusta Federica (Emperatriz Catalina II de Rusia) 1793-1796 (solo en Jever)

A Anhalt-Dessau 1796.